# إنقاد قاع الهامور: فلم ساندي أمور
إنقاد قاع الهامور: فيلم ساندي أمور هو فيلم كوميدي ومغامرات أمريكي صدر عام 2024. مقتبس من مسلسل سبونج بوب سكوير بانتس، من تأليف ستيفن هيلنبرغ. إخراج ليزا جونسون وسيناريو توم ستيرن وكاز، استنادًا إلى قصة كتبها كاز. يجمع الفيلم بين الرسوم المتحركة CGI مع الحركة الحية، ويشارك فيه طاقم الأصوات المعتاد في المسلسل ويقدم شخصيات جديدة يؤديها جونى نوكسفيل، كريغ روبنسون، غراي ديلايل، وإيليا إيزوريليس بولينو، وماتي كارداروبل، واندا سايكس. تدور أحداث القصة حول ساندي وسبونج بوب، أثناء مغامرتهما في ولاية تكساس، موطن ساندي، لإنقاذ قاع الهامور من رئيسة مختبر بوتس. وهو الفيلم الأول من سلسلة أفلام مشتقة عن شخصيات سبونج بوب سكوير بانتس.
بدأ مشروع الفيلم خلال جلسة تقديم أفكار لفيلم سبونج بوب: سبونج يلوذ بالفرار (2020). في مارس 2020، أعلنت باراماونت غلوبل أنها ستنتج أفلامًا مشتقة من سبونج بوب للبث التلفزيوني. في مايو 2021، أعلن عن فيلم فرعي من بطولة ساندي، مع انضمام جونسون وكاز وستيرن، ومونيكر لتأليف الموسيقى التصويرية الأصلية.
قبل إصداره، سُرّب الفيلم كاملاً على تويتر. عُرض الفيلم رسميًا على نتفليكس في 2 أغسطس 2024.

## القصة
مختبر بوتس (مكتب العلوم الرسمي في تكساس) في غالفستون، حيث تعمل ساندي أمور، يقوم باستخراج قاع الهامور وسكانه من المحيط. في حيرة من دوافعهما المحتملة، تذهب ساندي وسبونج بوب إلى السطح لإعادة قاع الهامور إلى قاع المحيط، لكنهما ينحرفان عن مسارهما بسبب إعصار بعد ركوب طائرة للوصول إلى بوتس.
في بوتس، يخرج مستر سلطع ليرى ما يحدث ويفاجأ برؤية امرأة بشرية، فيبي، واحدة من أقرب زملاء ساندي في بوتس إلى جانب كايل. بعد اكتشاف أن ساندي وسبونج بوب لم يتم القبض عليهما، تطالب سو ناهمي، رئيسة بوتس الجديدة، بالقبض عليهما فوراً.
تبدأ سو ناهمي بخطتها لتعديل سكان قاع الهامور وراثيًا ليتمكنوا من تنفس الهواء ثم استنساخهم لبيعهم كحيوانات أليفة، وإجراء تجارب على مسار سلطع وشفيق حبار وبسيط نجم لاختبار مدى استمتاع الأطفال باللعب معهم. في هذه الاثناء يحاول سبونج بوب وساندي أمور بمساعدة عائلتها انقاذ كان قاع الهامور.

## الممثلون
- إيمان غنيم في دور ساندي أمور وآخرين [3]
- خالد العيسوي في دور سبونج بوب سكوير بانتس (شخصية) ، سريع (شخصية) وآخرين [3]
- احمد خيري في دور شمشون (شخصية) ولاري جراد البحر وآخرين [3]
- سهير البدراوي بدور مدام نفيخة [3]
- كمال عطية في دور مستر سلطع وآخرين [3]
- ابراهيم غريب في دور بسيط نجم وآخرين [3]
- عادل خلف في دور شفيق حبار وآخرين [3]
- دي برادلي بيكر في دور الفيديو الصوتي وآخرين [3]
- كريستوفر هاجن، ريو ألكسندر وريان بيجاي في فريق كاوبويز [3]
- إيليا إيزوريليس باولينو في دور فيبي [3]
- ماتي كارداروبل  [لغات أخرى]‏ في دور كايل [3]
- واندا سايكس في دور سو ناهمي [3]
  - جاماريا ديفيس في دور سو ناهمي الصغيرة [3]
- جيل تالي بدور كارين  [لغات أخرى]‏ ومختلف [3]
- كريج روبنسون في دور با تشيكس [3]
- جراي دي ليسل بدور ما تشيكس، وجراني تشيكس، وراودي تشيكس، وروزي تشيكس [3]
- جوني نوكسفيل في دور راندي تشيكس [3]
- كاري والغرين في دور SeaPals Kid [3]
- مايلز هول في شبابه [3]
- جيرسي جونستون كفتاة [3]

## الإنتاج

### التصور والتطوير
قام المنتج التنفيذي مارك تشيكاريلي بتقديم الفيلم خلال جلسة تقديم أفكار لفيلم سبونج بوب: سبونج يلوذ بالفرار (2020). تم رفض الفكرة، ولكن بعد بضع سنوات، عندما أراد الفريق عمل قصة تركز على ساندي أمور، أعاد طرحها وتم وضعها قيد التطوير. كانت المخرجة ليزا جونسون جديدة على عالم الرسوم المتحركة. تم تعيينها لإخراج الفيلم بسبب عملها في حلقة الموسم الثاني من مسلسل ما نفعله في الظلال، والتي احتوت على نكتة تشيكاريلي المفضلة في المسلسل. كارولين لورانس، الممثلة الصوتية لشخصية ساندي، سمعت همسات في العمل حول مشروع متعلق بساندي قيد التنفيذ ووصفت نفسها بأنها كانت في حالة صدمة عندما تلقت مكالمة هاتفية تؤكد ذلك. أشاد لورانس برؤية جونسون للفيلم وأحب السيناريو على الفور.
في مارس 2020، أعلن عن انتاج باراماونت غلوبل فيلمين مشتقين من سلسلة سبونج بوب سكوير بانتس لصالح نتفليكس. في مايو 2021، أعلن عن فيلم فرعي مع ساندي كشخصيته الرئيسية قيد التطوير من نيكلوديون للبث التلفزيوني، وسيخرجه جونسون من سيناريو كتبه كاز وتوم ستيرن ووصف بأنه فيلم هجين سيضع شخصية العنوان المتحركة في بيئة حية. في أغسطس 2021، تم الكشف عن إلغاء خطط تصوير الفيلم في لوس ألاموس بسبب إعادة كتابة السيناريو.
في فبراير 2022، خلال مكالمة مع المستثمرين، قال الرئيس التنفيذي لشركة نيكلودين براين روبنز، إن ثلاثة أفلام فرعية تدور حول شخصيات سبونج بوب قيد التنفيذ وسيتم إصدارها حصريًا على خدمة البث باراماونت+، مع عرض أول فيلم في عام 2023. ومع ذلك، في أبريل 2023، تم الإبلاغ عن أن الفيلم سيُعرض لأول مرة على نتفليكس في عام 2024. في نفس الشهر، بالإضافة إلى الكشف عن النظرة الأولى، تم الكشف عن أن واندا سايكس، وجونى نوكسفيل، وكريغ روبنسون، وغراي ديلايل، وإيليا إيزوريليس بولينو، وماتي كارداروبل كانوا جزءًا من فريق التمثيل. كما تم تأكيد عودة الممثلين الدائمين في المسلسل كارولين لورانس، توم كيني، كلانسي براون، بيل فاجيرباك، دوغلاس لورانس، ورودجر بامباس إلى أدوارهم مرة أخرى.

### التصوير والمؤثرات البصرية والرسوم المتحركة
عمل غريغ غاردينر كمصور سينمائي للمشاهد الحية في الفيلم. تم توفير الرسوم المتحركة بواسطة Pipeline Studios و Sinking Ship Entertainment في أونتاريو، كندا. استكملت شركتا Spin VFX في أونتاريو وReDefine Animation في مونتريال، كيبيك، أجزاء المؤثرات البصرية الحية للفيلم. بدأ جونسون العمل في وقت مبكر على رسم لوحة القصة للفيلم بأكمله، وبالتعاون مع مشرف الرسوم المتحركة، بييرو بيلوسو، قام بإنشاء مظهر متكامل لمزيج الحركة الحية والرسوم المتحركة. باعتباره وافدًا جديدًا إلى عالم الرسوم المتحركة، شعر جونسون أن العملية كانت بمثابة تجربة تعليمية لكلا الطرفين. كان الجمع بين أسلوب الرسوم المتحركة الجديد ومتطلبات القصة والقيود التقنية والميزانية من العوامل المؤثرة في تحديد شكل المشاهد للتأكد من "أن كل ما يحبه الناس ويهتمون به في كل شخصية لا يزال موجودًا، على الرغم من أننا نفعل ذلك في ظروف جديدة".

## الإصدار والاستقبال

### عدد المشاهدين
قبل إصداره، سُرّب الفيلم كاملاً في 21 يناير 2024 على تويتر. عُرض الفيلم رسميًا على نتفليكس في 2 أغسطس 2024. حقق 12.8 مليون مشاهدة خلال عطلة نهاية الأسبوع الأولى، مما جعله العنوان الأكثر مشاهدة على نتفليكس والفيلم الأكثر مشاهدة في ذلك الأسبوع. في الأسبوع التالي المنتهي في 11 أغسطس، حصد الفيلم 13.4 مليون مشاهدة، وهي زيادة عن أول ظهور له، مما جعله العنوان الأول بشكل عام والفيلم الأول في مخطط الأفلام الناطقة باللغة الإنجليزية.

## روابط خارجية
- إنقاذ قاع الهامور: فيلم ساندي أمور على موقع IMDb (الإنجليزية)
- إنقاذ قاع الهامور: فيلم ساندي أمور على موقع ميتاكريتيك (الإنجليزية)
- إنقاذ قاع الهامور: فيلم ساندي أمور على موقع روتن توميتوز (الإنجليزية)
- إنقاذ قاع الهامور: فيلم ساندي أمور على موقع نتفليكس (الإنجليزية)
- إنقاذ قاع الهامور: فيلم ساندي أمور على موقع ألو سيني (الفرنسية)
- إنقاذ قاع الهامور: فيلم ساندي أمور على موقع فيلمافينيتي (الإسبانية)
- إنقاذ قاع الهامور: فيلم ساندي أمور على موقع قاعدة بيانات الفيلم (الإنجليزية)
- إنقاذ قاع الهامور: فيلم ساندي أمور على موقع ليتربوكسد (الإنجليزية)
- إنقاذ قاع الهامور: فيلم ساندي أمور على موقع كينوبويسك (الروسية)